# 金田妙子
金田 妙子（かねだ たえこ）は「ファイアーエムブレム」シリーズのディレクターである。

## 詳細
「ファイアーエムブレム 烈火の剣」と「ファイアーエムブレム 暁の女神」でディレクターを務めている。
ニンテンドウ オンラインマガジンNo.82の蒼炎の軌跡スタッフインタビューにおいて、「シリーズ初期の頃から、女性キャラクターについては男性スタッフ、男性キャラクターは女性スタッフの意見を聞くといいと言うのが定説のようです」とシリーズにおける些細な裏話を述べている。

## 参加作品

### ゲーム（ディレクター）
- ファイアーエムブレム 烈火の剣（GBA：2003年4月25日）
- ファイアーエムブレム 暁の女神（Wii：2007年2月22日）

### ゲーム（その他）
- ファイアーエムブレム トラキア776（SFC（ニンテンドウパワー）・1999年9月1日、SFC/ROMカセット・2000年1月21日） アートワーク
- ファイアーエムブレム 封印の剣（GBA：2002年3月22日） アートディレクター
- ファイアーエムブレム 聖魔の光石（GBA：2004年10月7日） スペシャルサンクス
- ファイアーエムブレム 蒼炎の軌跡（GC：2005年4月20日）ゲーム・デザイン